# Puceron vert du pois
Acyrthosiphon pisum
Espèce
Le puceron vert du pois (Acyrthosiphon pisum), aussi appelé puceron du pois, est une espèce de petits insectes de l'ordre des hémiptères et de la famille des aphididés, qui parasite de nombreuses plantes cultivées ou sauvages de la famille des fabacées (légumineuses), dont le pois, le haricot, le trèfle et la luzerne. Il est aussi l'agent vecteur de certaines viroses.

## Morphologie

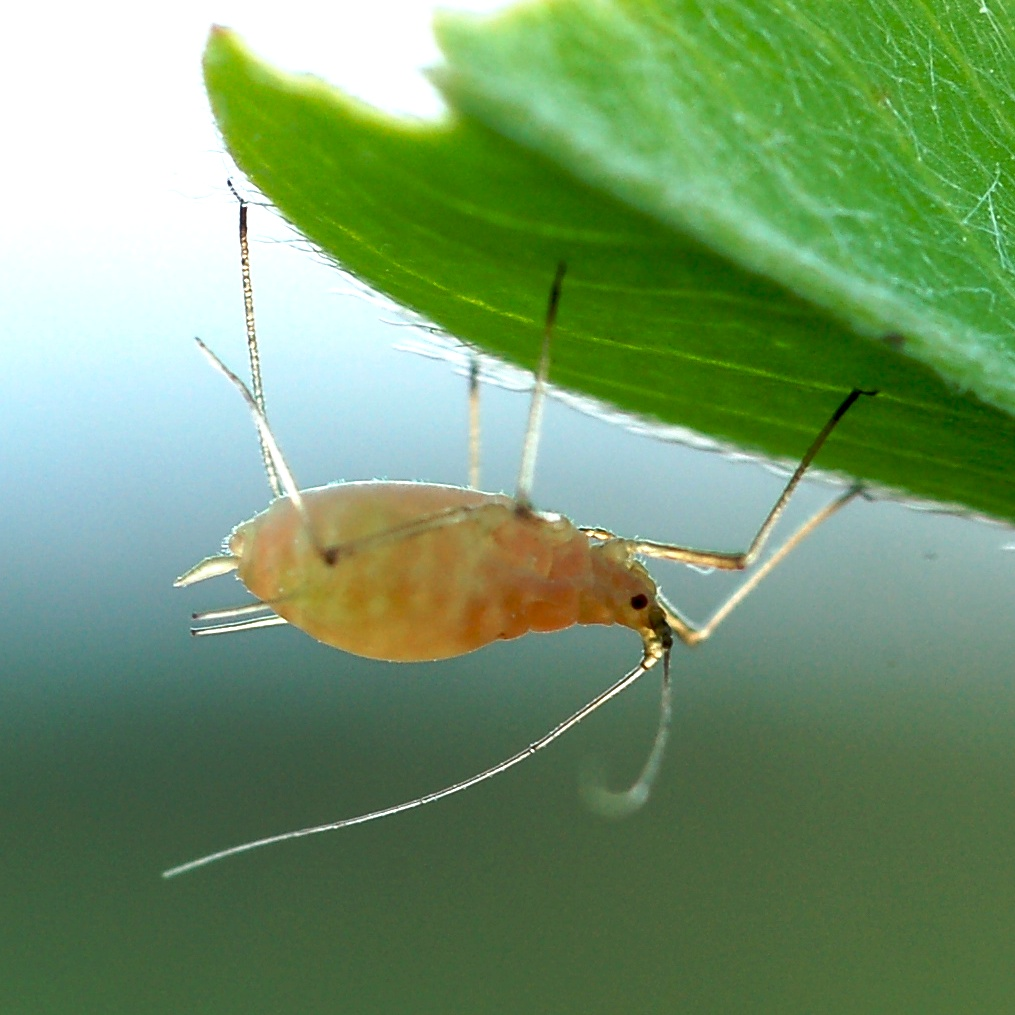
Individu de couleur rose

Ce très petit insecte de 2,5 à 4,4 mm de long, de couleur vert pomme (ou rose pour certaines souches), présente un abdomen renflé. Ses yeux sont rouges et ses antennes aussi longues que le corps. Ses pièces buccales sont modifiées pour former un tube piqueur droit (voir le paragraphe Alimentation). Les individus parthénogénétiques ne possèdent généralement pas d'ailes ; seuls les individus sexués ou colonisateurs présentent des ailes translucides, finement nervurées (voir le paragraphe Reproduction).

## Comportement

### Alimentation
Le puceron du pois est un insecte piqueur-suceur. Ses plantes hôtes sont des membres de la famille des Fabacées : pois, haricot, luzerne, trèfle... Une fois installé sur une plante hôte, le puceron la perfore avec ses pièces buccales piqueuses jusqu'à ce qu'il atteigne un vaisseau conducteur de sève élaborée. Par la suite, il ne se déplacera plus guère, et pompera la sève nutritive en continu.

### Défense vis-à-vis de leurs prédateurs
Lorsqu'un herbivore s'approche à moins de 5 cm, de nombreux pucerons du pois détectent leur haleine, se décrochent de leur support végétal et tombent sur le sol, échappant ainsi à leur prédateur.
Malgré son nom, la population de ce puceron possède des individus roses et verts. Or, les adultes roses sont plutôt consommés par les coccinelles tandis que les larves vertes sont attaquées par des guêpes parasitoïdes qui y pondent leurs œufs. L’étude de la flore microbienne de ce puceron a mis en évidence une bactérie symbiotique du genre Rickettsiella responsable de la synthèse des pigments verts, faisant passer les larves roses au vert au fur et à mesure de leur développement, protégeant ainsi l'adulte vert des coccinelles. Rickettsiella est souvent associée à Hamiltonella defensa et à Serratia qui protègent le puceron des guêpes parasitoïdes. La vulnérabilité du puceron à l’égard des prédateurs et parasites est donc fortement conditionnée par la symbiose avec ces bactéries.

### Reproduction
La stratégie reproductive du puceron du pois se fait en deux phases. De février à septembre (printemps/été), ces pucerons réalisent une intense reproduction asexuée par parthénogenèse. Les femelles fondatrices qui sortent des œufs atteignent la maturité sexuelle au bout de 10 à 12 jours. Elles commencent alors à mettre bas des larves (viviparité). Ces larves, qui ne sont pas issues d'une fécondation mais d'une parthénogenèse, sont identiques entre elles et identiques à leur mère. Chaque femelle est capable de mettre ainsi bas environ 150 larves, qui seront capables de faire de même une dizaine de jours plus tard, ce qui explique les pullulations de pucerons lorsque les conditions climatiques sont bonnes et que les prédateurs manquent. Vers mai-juin, sous l'effet conjugué de la surpopulation et de l'arrivée à maturité de la plante, apparaissent des femelles ailées dont le rôle sera de coloniser un nouvel hôte (toujours de la famille des Fabacées). Ces femelles colonisatrices produiront à leur tour de nombreuses larves non ailées par parthénogenèse. Puis en septembre (automne), apparaissent des individus ailés des deux sexes : une reproduction sexuée a alors lieu. Les femelles fécondées pondront chacune quelques œufs (oviparité). Ces œufs seront les seuls à pouvoir passer l'hiver ; les individus adultes et les larves mourront.

### Phase parthénogénétique
En février, les œufs qui éclosent produisent des femelles fondatrices. Sexuellement matures au bout de 10 à 12 jours, elles vont produire par parthénogenèse environ 150 larves identiques à elles-mêmes, qui produiront de la même façon de nombreuses femelles. Cette phase de colonisation exponentielle se poursuit durant l'été et l'automne.

## Systématique

### Étymologie
Le terme "puceron", qui signifie "petite puce", est une allusion au mode alimentaire de cet insecte : c'est un piqueur-suceur, comme tous les Hémiptères.

"Acyrthosiphon" est un mot formé de plusieurs racines grecques, dont la juxtaposition est en fait une description des pièces buccales piqueuses : "siphon" désigne un tube, et "a" (privatif) "cyrto" (courbe) fait référence au fait que ce tube n'est pas recourbé.

Les termes "pisum" et "du pois" indiquent quelle est la plante hôte la plus courante de cet insecte.

## Le puceron du pois et l'homme
Le Puceron vert du pois est un nuisible pour certaines cultures. Des études menées sur le pois montrent que les infestations de ce puceron peuvent provoquer l'avortement des fleurs, une diminution du poids moyen des graines et une diminution du nombre de gousses produites.
D'autres études, menées sur la luzerne, montrent des résultats similaires (réduction du rendement, de la qualité de la production et de la pérennité de la plante).
De plus ce puceron peut être vecteur de certaines maladies affectant les plantes cultivées, notamment des affections virales à potyvirus comme la mosaïque jaune du haricot ou la mosaïque du pois, mais aussi à cucumovirus (mosaïque du concombre) ou à luteovirus (jaunisse apicale du pois, qui concerne aussi la fève).